# Oatly
Oatly AB, ehemals Ceba Foods AB, ist ein schwedisches Lebensmittelunternehmen mit Hauptsitz in Malmö und Produktionsstätte in Landskrona und Wurzeln an der Universität Lund. Oatly ist die erste Firma, die Hafermilch im großen Stil produziert und die Grundlage dafür mit der enzymatischen Fermentation geschaffen hat.
Oatly entwickelt, produziert und vertreibt unter anderem Hafergetränke und -Speiseeis. Die Produkte sind frei von Milch und Sojaeiweiß. Die Produkte des Unternehmens werden in Schweden und in rund 20 Ländern unter der Marke Oatly vertrieben. Größter Aktionär ist Verlinvest, die Beteiligungsfirma der Eigentümerfamilie von Anheuser-Busch InBev, welche über ein Gemeinschaftsunternehmen mit China Resources 2016 bei Oatly eingestiegen war.

## Geschichte

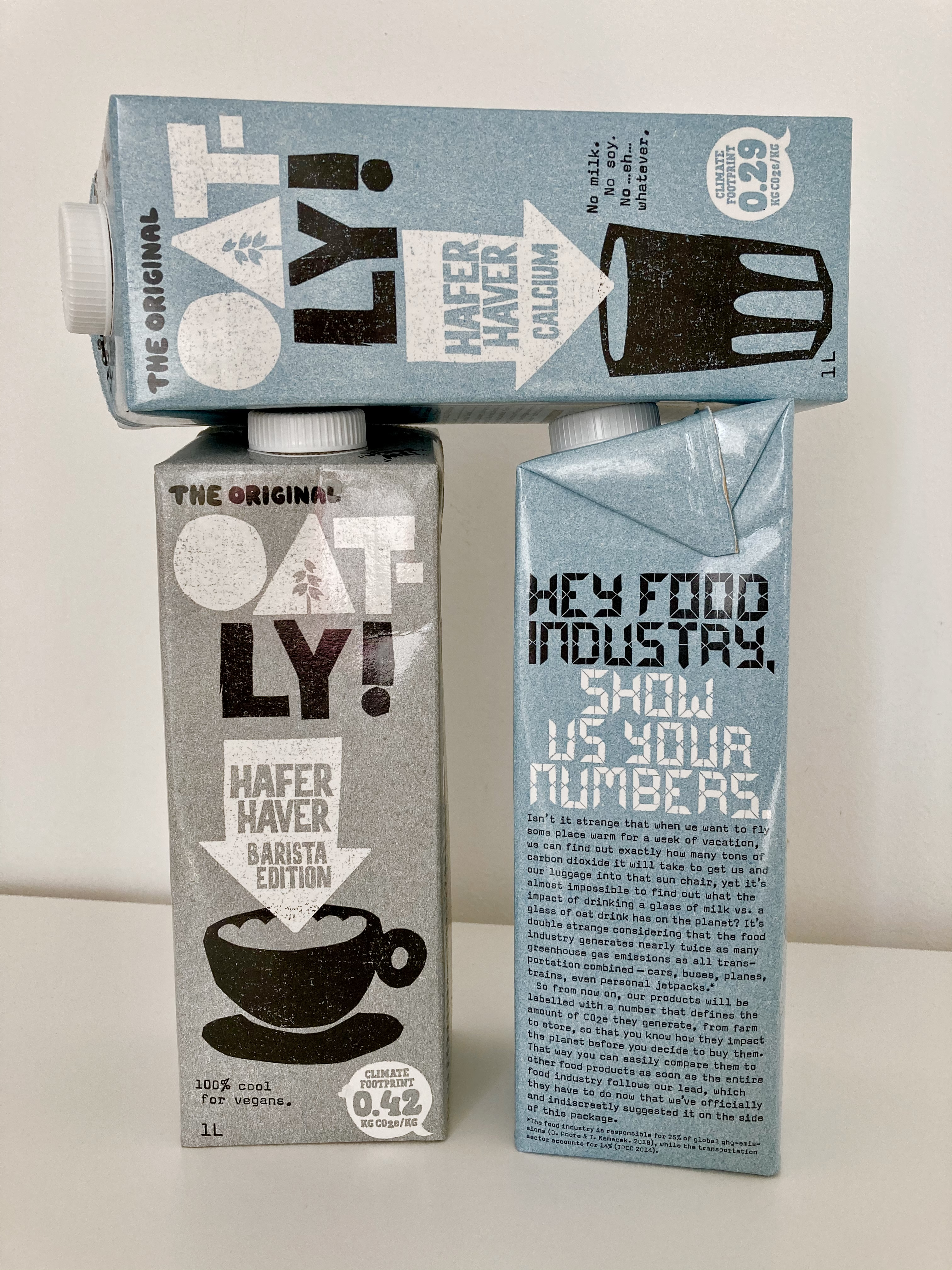
Oatly-Hafermilch

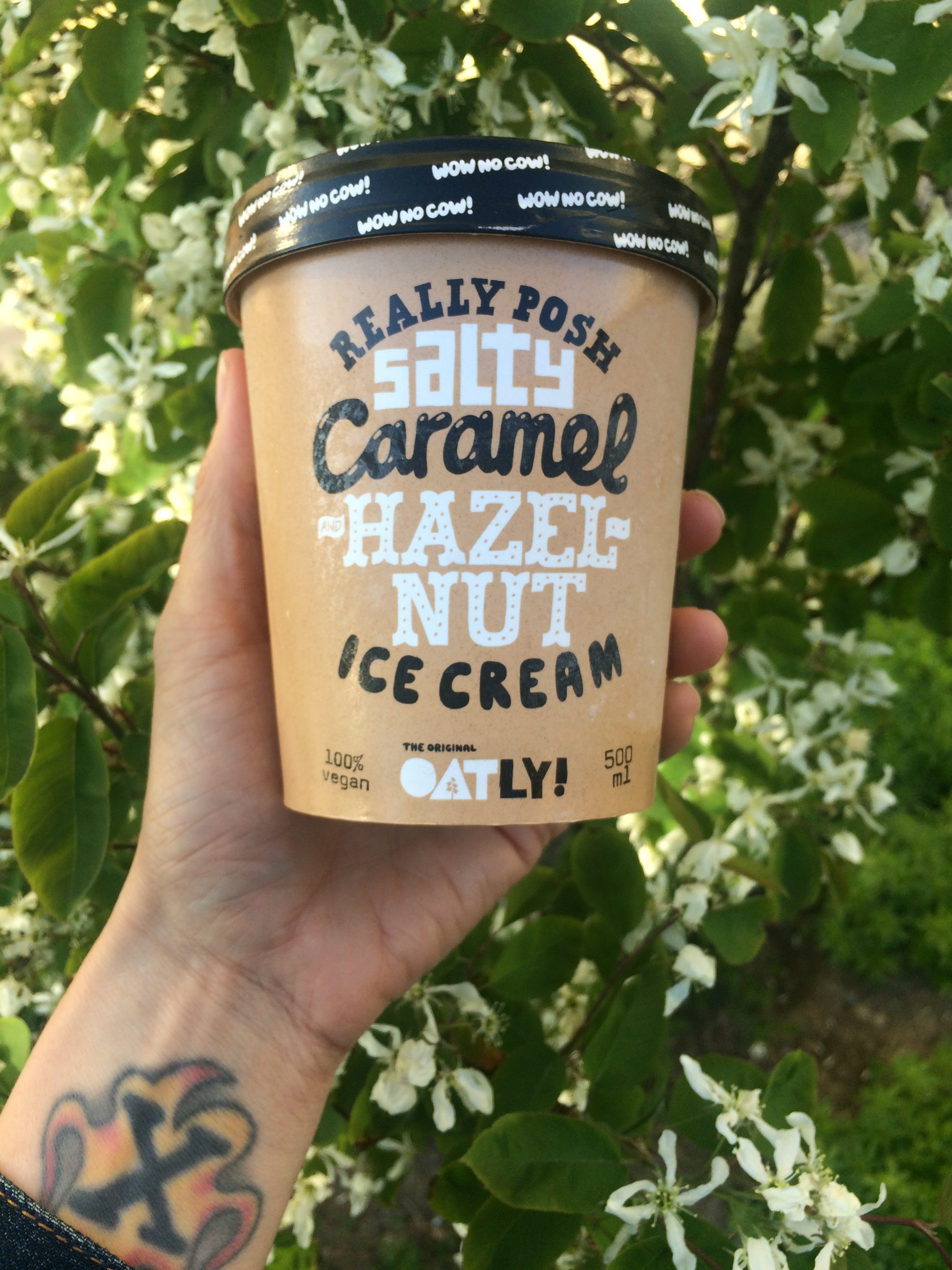
Rein pflanzliche Eiscreme von Oatly

Die Idee zu Oatly wurde Ende der 1980er Jahre geboren. Der Forscher Rickard Öste von der Universität Lund interessierte sich für die Möglichkeit, Milch durch andere Arten von Lebensmitteln zu ersetzen. Er entwickelte ein Enzym, das Hafer spaltet und in eine milchige Flüssigkeit umwandelt.
1994 wurde Ceba Foods von Öste und Skånska Lantmännen gegründet und 2001 wurde die Marke Oatly eingeführt. Im Jahr 2006 wurde das Unternehmen in Oatly AB umbenannt und eine eigene Entwicklungs- und Produktionsstätte in Landskrona eingeweiht. Im Sommer 2014 wurde der Hauptsitz nach Malmö verlegt, wobei das Werk in Landskrona unverändert blieb.
2015 geriet Oatly in einen Rechtsstreit mit der Milchhandelsorganisation Svensk Mjölk, die Oatly vor dem Marktgericht verklagte, um das Unternehmen dazu zu bringen, bestimmte Begriffe nicht mehr für die Vermarktung zu verwenden («No milk. No soy. No badness» oder «Wie Milch, nur für Menschen statt für Kälbchen»). Oatly verlor den Streit und durfte unter anderem nicht behaupten, dass Milch schlecht für die Menschen sei und nicht zu ihnen passe.
Der Molkereikonzern Arla Foods lancierte außerdem eine Gegenkampagne, in welcher er Hafermilch schlecht machte und ihr despektierliche Phantasienamen wie Trölk oder Brölk gab. Oatly ließ sich die Namen schützen und nannte daraufhin seine Produkte ironisch selbst so.
2019 lancierte das Unternehmen eine aufsehenerregende Marketingkampagne. Darin wurden die Klimaschutzvorteile von Hafermilch gegenüber der Kuhmilch kommuniziert. Oatly fordert in einer Petition an den Petitionsausschuss des Deutschen Bundestages eine Kennzeichnung aller in Deutschland vertriebenen Lebensmittel mit einem entsprechenden CO2-Fußabdruck.
Im Juli 2020 investierte das Unternehmen Blackstone 200 Millionen US-Dollar in Oatly. Zu den Investoren gehören u. a. auch Howard Schultz, Oprah Winfrey, Natalie Portman und Jay-Z.
Der Börsengang erfolgte am 20. Mai 2021. Die Aktien wurden an der NASDAQ notiert. Oatly war nach Beyond Meat der zweite rein pflanzliche Lebensmittelhersteller, welcher an die Börse ging.